# Mahmudi
Mahmudi fou un estat autònom kurd situat al nord de Hakkâri (ciutat) als afluents del llac Van i d'Arčak. Suposats descendents marwànides o abbàssides procedents de Bokhtan, inicialment yazidis, s'hi van establir sota els Qara Qoyunlu. El principat va estar en conflicte amb els kurds Hakkari i amb els dumbuli de la Djazira.